# Lena Goeßling
Lena Goeßling (Bielefeld, 8 de março de 1986) é uma futebolista profissional alemã que atua como meia.

## Carreira
Lena Goeßling fez parte do elenco da Seleção Alemã de Futebol Feminino, nas Olimpíadas de 2016.